# Mes souvenirs de la guerre
Mes souvenirs de la guerre (titre original : My Experiences in the World War) est le titre des mémoires du général américain John Pershing relatant son expérience de la Première Guerre mondiale.
C'est un ouvrage divisé en deux volumes. Il est édité à l'origine chez l'éditeur Frederick A. Stokes, de New York, et sortit en 1931. Pershing dédie son ouvrage au Soldat inconnu.
Le premier volume couvre la période allant de la nomination de Pershing en tant que commandant de l'American Expeditionary Force, à l'Offensive allemande du Printemps 1918.
Le second se consacre à la période de la coopération des Alliés, à la suite de l'offensive allemande, jusqu'au 14 novembre 1918, date de la parade militaire des vainqueurs dans Paris.
Ses mémoires contiennent également de nombreuses photos, des cartes, des tableaux, et d'autres illustrations diverses.
My Experiences in the World War a reçu le Prix Pulitzer d'histoire en 1932.

## Première édition
- (en) John J. Pershing, My Experiences in the World War, vol. I, New York, NY, Frederick A. Stokes, 1931 (lire en ligne)